# Кочкин, Владимир Ефимович
Владимир Ефимович Кочкин (15 октября 1920 — 15 октября 1986) — передовик советского сельского хозяйства, бригадир фермы колхоза имени Ворошилова Коломенского района Московской области, Герой Социалистического Труда (1949).

## Биография
Родился в 1920 году в деревне Зарудня, ныне Коломенского района Московской области в семье крестьянина. В 1936 году завершил обучение в шестом классе Маливской сельской школы и поступил на работу в колхоз. С 1936 по 1938 годы трудился трактористом.
С сентября 1940 года находился в рядах Красной Армии. Участник Великой Отечественной войны. Дважды получал ранения. В 1945 году служил командиром орудия 1-й батареи 655-го истребительного противотанкового артиллерийского полка, старший сержант. Награждён медалью "За отвагу".
Демобилизовавшись, в 1947 году вернулся в родную деревню. Стал работать бригадиром животноводческой фермы колхоза имени Ворошилова Коломенского района. В 1948 году его коллектив сумел получить о 24 коров по 5148 килограммов молока с содержанием 206 килограммов молочного жира в среднем от коровы в год.
За получение высокой продуктивности животноводства в 1948 году при выполнении колхозами обязательных поставок сельскохозяйственных продуктов и плана развития животноводства по всем видам скота, Указом Президиума Верховного Совета СССР от 7 апреля 1949 года Владимиру Ефимовичу Кочкину было присвоено звание Героя Социалистического Труда с вручением ордена Ленина и золотой медали «Серп и Молот».
В дальнейшем продолжала трудовую деятельность, показывала высокие результаты в труде.
Проживал в Коломенском районе Московской области. Умер 15 октября 1986 года.

## Награды
За трудовые успехи удостоен:
- золотая звезда «Серп и Молот» (07.04.1949),
- орден Ленина (07.04.1949),
- Орден Отечественной войны II степени (11.03.1985),
- Медаль "За отвагу" (20.06.1945),
- Медаль «За победу над Германией в Великой Отечественной войне 1941—1945 гг.»,
- другие медали.